# Сборная Австралии по пляжному футболу
Сборная Австралии по пляжному футболу — представляет Австралию на международных соревнованиях по пляжному футболу и контролируется федерацией португальского футбола (ФФА), которая в настоящее время является членом Азиатской конфедерации футбола (АКФ) и региональной федерации футбола АСЕАН (ФФА) после ухода из конфедерации футбола Океании (КФО) в 2006 году.

## Состав
| № |  | Поз. | Имя                             | Год рождения |
| - |  | ---- | ------------------------------- | ------------ |
| 1 |  | Вр   | Симон Ретт Джаегер              | 1988         |
| 2 |  | Защ  | Джордж Саурис                   | 1970         |
| 3 |  | Нап  | САнте Джурик                    | 1973         |
| 4 |  | Защ  | Питер Джон Кревани              | 1986         |
| 5 |  | Защ  | Николас Константинос Тсатталиос | 1990         |
| 6 |  | Нап  | Антонио Мишель Ластелла         | 1985         |

| №  |  | Поз. | Имя                      | Год рождения |
| -- |  | ---- | ------------------------ | ------------ |
| 7  |  | Нап  | Деметрий Бакас           | 1979         |
| 8  |  | Нап  | Гильерме Коэльо Де Сауза | 1982         |
| 9  |  | Защ  | Дэвид Аллен Здрилик      | 1974         |
| 10 |  | Нап  | Майкл Матриккини         | 1986         |
| 11 |  | Нап  | Панайотис Никас          | 1988         |
| 12 |  | Вр   | Джошуа Да Пальма         | 1985         |

Тренер: Аиртон Андриоли

## Достижения
- Чемпионат мира по пляжному футболу

Победители (0):
Участие (1): 2005
- Квалификация чемпионата мира по пляжному футболу (АФК)

Победители (0):
Четвёртое место (1): 2013
Участие (2): 2009, 2013

## Статистика выступлений

### Чемпионат мира по пляжному футболу
| Чемпионат мира по пляжному футболу | Чемпионат мира по пляжному футболу | Чемпионат мира по пляжному футболу | Чемпионат мира по пляжному футболу | Чемпионат мира по пляжному футболу | Чемпионат мира по пляжному футболу | Чемпионат мира по пляжному футболу | Чемпионат мира по пляжному футболу | Чемпионат мира по пляжному футболу |
| Год                                | Результат                          | Место                              | И                                  | В                                  | В доп. вр./пен                     | П                                  | ГЗ                                 | ГП                                 |
| ---------------------------------- | ---------------------------------- | ---------------------------------- | ---------------------------------- | ---------------------------------- | ---------------------------------- | ---------------------------------- | ---------------------------------- | ---------------------------------- |
| 2005                               | Групповой этап                     | 9                                  | 2                                  | 0                                  | 0                                  | 2                                  | 2                                  | 8                                  |
| 2006                               | не квалифицировалась               | не квалифицировалась               | не квалифицировалась               | не квалифицировалась               | не квалифицировалась               | не квалифицировалась               | не квалифицировалась               | не квалифицировалась               |
| 2007                               | не квалифицировалась               | не квалифицировалась               | не квалифицировалась               | не квалифицировалась               | не квалифицировалась               | не квалифицировалась               | не квалифицировалась               | не квалифицировалась               |
| 2008                               | не квалифицировалась               | не квалифицировалась               | не квалифицировалась               | не квалифицировалась               | не квалифицировалась               | не квалифицировалась               | не квалифицировалась               | не квалифицировалась               |
| 2009                               | не квалифицировалась               | не квалифицировалась               | не квалифицировалась               | не квалифицировалась               | не квалифицировалась               | не квалифицировалась               | не квалифицировалась               | не квалифицировалась               |
| 2011                               | не квалифицировалась               | не квалифицировалась               | не квалифицировалась               | не квалифицировалась               | не квалифицировалась               | не квалифицировалась               | не квалифицировалась               | не квалифицировалась               |
| 2013                               | не квалифицировалась               | не квалифицировалась               | не квалифицировалась               | не квалифицировалась               | не квалифицировалась               | не квалифицировалась               | не квалифицировалась               | не квалифицировалась               |
| 2015                               | не квалифицировалась               | не квалифицировалась               | не квалифицировалась               | не квалифицировалась               | не квалифицировалась               | не квалифицировалась               | не квалифицировалась               | не квалифицировалась               |
| 2017                               | Предстоящий                        | Предстоящий                        | Предстоящий                        | Предстоящий                        | Предстоящий                        | Предстоящий                        | Предстоящий                        | Предстоящий                        |
| всего                              | 1/8                                | -                                  | 2                                  | 0                                  | 0                                  | 2                                  | 2                                  | 8                                  |

### Квалификация чемпионата мира по пляжному футболу (АФК)
| Квалификация чемпионата мира по пляжному футболу (АФК) | Квалификация чемпионата мира по пляжному футболу (АФК) | Квалификация чемпионата мира по пляжному футболу (АФК) | Квалификация чемпионата мира по пляжному футболу (АФК) | Квалификация чемпионата мира по пляжному футболу (АФК) | Квалификация чемпионата мира по пляжному футболу (АФК) | Квалификация чемпионата мира по пляжному футболу (АФК) | Квалификация чемпионата мира по пляжному футболу (АФК) | Квалификация чемпионата мира по пляжному футболу (АФК) |
| Год                                                    | Результат                                              | Место                                                  | И                                                      | В                                                      | В доп. вр./пен                                         | П                                                      | ГЗ                                                     | ГП                                                     |
| ------------------------------------------------------ | ------------------------------------------------------ | ------------------------------------------------------ | ------------------------------------------------------ | ------------------------------------------------------ | ------------------------------------------------------ | ------------------------------------------------------ | ------------------------------------------------------ | ------------------------------------------------------ |
| 2006                                                   | Не участвовала                                         | Не участвовала                                         | Не участвовала                                         | Не участвовала                                         | Не участвовала                                         | Не участвовала                                         | Не участвовала                                         | Не участвовала                                         |
| 2007                                                   | Не участвовала                                         | Не участвовала                                         | Не участвовала                                         | Не участвовала                                         | Не участвовала                                         | Не участвовала                                         | Не участвовала                                         | Не участвовала                                         |
| 2008                                                   | Не участвовала                                         | Не участвовала                                         | Не участвовала                                         | Не участвовала                                         | Не участвовала                                         | Не участвовала                                         | Не участвовала                                         | Не участвовала                                         |
| 2009                                                   | Групповой этап                                         | 5                                                      | 3                                                      | 1                                                      | 0                                                      | 2                                                      | 7                                                      | 8                                                      |
| 2011                                                   | Не участвовала                                         | Не участвовала                                         | Не участвовала                                         | Не участвовала                                         | Не участвовала                                         | Не участвовала                                         | Не участвовала                                         | Не участвовала                                         |
| 2013                                                   | Третье место плей-офф                                  | 4                                                      | 5                                                      | 2                                                      | 1                                                      | 2                                                      | 18                                                     | 16                                                     |
| 2015                                                   | Не участвовала                                         | Не участвовала                                         | Не участвовала                                         | Не участвовала                                         | Не участвовала                                         | Не участвовала                                         | Не участвовала                                         | Не участвовала                                         |
| 2017                                                   | Предстоящий                                            | Предстоящий                                            | Предстоящий                                            | Предстоящий                                            | Предстоящий                                            | Предстоящий                                            | Предстоящий                                            | Предстоящий                                            |
| всего                                                  | 2/6                                                    | -                                                      | 8                                                      | 3                                                      | 1                                                      | 4                                                      | 25                                                     | 24                                                     |